# Les Éduts
Les Éduts é uma comuna francesa na região administrativa da Nova Aquitânia, no departamento de Charente-Maritime. Estende-se por uma área de 8,05 km². Em 2010 a comuna tinha 61 habitantes (densidade: 7,6 hab./km²).